# Monkhopton
Monkhopton est une paroisse civile et un village du Shropshire, en Angleterre.